# 周藤玲美
周藤 玲美（すどう れみ、1987年4月16日 - ）は、神奈川県横浜市出身の女子ビーチバレーボール選手である。エスワン所属。168cm。同じくビーチバレーボール選手の周藤勝志を父に持つ。ニックネームは「浅尾美和2世」。

## 来歴
幼少期に川合俊一（現日本ビーチバレーボール連盟会長）と試合をしていた父の姿を見てビーチバレーボール選手を志す。
下北沢成徳高等学校では木村沙織の1年後輩として2年までバレー部に所属していたが、3年でビーチに転向。マドンナカップに神奈川代表として出場した。帝京大学短期大学ではぴあカップ4位入賞。
卒業後サン・キャラットとプロ契約。
2008年のパートナーは小野田美樹であるが、途中、小野田が故障のため真壁美穂が代役を務めた。
2009年のパートナーは小泉栄子。第4戦東京オープンで準優勝となる。
2010年より浅尾美和が所属するエスワンに移籍。パートナーは村上めぐみ。